# كورت ماتسون
كورت ماتسون (بالفنلندية: Kurt Mattsson)‏ (مواليد 1 مارس 1940) هو ملاكم فنلندي، مثّل بلاده في الألعاب الأولمبية الصيفية 1964.

## المشاركة الأولمبية
| الدورة     | البلد  | الرياضة  | الفئة                | المباريات                      | المباريات                         | المباريات   | المباريات   | المباريات |
| الدورة     | البلد  | الرياضة  | الفئة                | الدور الأول                    | الدور الثاني                      | ربع النهائي | نصف النهائي | النهائي   |
| ---------- | ------ | -------- | -------------------- | ------------------------------ | --------------------------------- | ----------- | ----------- | --------- |
| طوكيو 1964 | بولندا | الملاكمة | الوزن الخفيف المتوسط | بيكيلي أليمو (إثيوبيا) · (فوز) | جوزيف جرزيسياك (بولندا) · (خسارة) | لم يتأهل    | لم يتأهل    | لم يتأهل  |

## روابط خارجية
كورت ماتسون على موقع بوكس ريك (الإنجليزية) (registration required)
- كورت ماتسون على موقع أوليمبيديا (الإنجليزية)